# Inteligência ambiental
O conceito de inteligência ambiental ou AmI (do inglês Ambient Intelligence) é uma visão na qual os seres humanos estão cercados pela computação e tecnologias de redes por todo o segmento de seu ambiente.
Para que a AmI se torne uma realidade, um número de tecnologias-chave é necessário:
- Hardware conveniente (miniaturização, nanotecnologia, dispositivos inteligentes, sensores etc.)

A inteligência ambiental será tão maior quanto maior for a quantidade de dispositivos interconectados nesse ambiente. Os computadores do ambiente devem ser os menores possíveis, mas com conexão a uma nuvem (cloud) ou mesmo a uma pequena nuvem próxima (fog). Estas interconexões devem proporcionar ao ambiente um aprendizado das necessidades de cada pessoa que o utiliza, por meio das sucessivas interações com as mesmas, e proporcionando uma constante evolução do ambiente de acordo com a evolução das necessidades das pessoas.